# Pacific Heights (soundtrack)
Pacific Heights (Original Motion Picture Soundtrack) is de originele soundtrack, gecomponeerd door Hans Zimmer voor de film Pacific Heights uit 1990 van John Schlesinger. Het album werd uitgebracht op 28 augustus 1990 door Varèse Sarabande.
De partituur werd georkestreerd en gedirigeerd door Shirley Walker, met aanvullende orkestratie door Bruce Fowler en Steve Bartek. De muziek werd opgenomen door Jay Rifkin, met technische assistentie van de Two Jeffs (Jeff Rona en Jeff Ryle).

## Tracklijst
| Nr. | Titel    | Duur  |
| --- | -------- | ----- |
| 1.  | Part I   | 12:14 |
| 2.  | Part II  | 7:26  |
| 3.  | Part III | 9:24  |
| 4.  | Part IV  | 8:05  |

## Solisten
- Gene Cipriano – saxofoon
- Chuck Domanico – contrabas
- Walt Fowler – trompet
- Mike Lang – piano
- Carmen Twilley – zang